# 直尾鰭阿波鰍
直尾鰭阿波鳅（學名：A. verticauda），為輻鰭魚綱鯉形目條鳅科的其中一個種，分布亞洲印度蘭加河流域。本魚體延長，體長可達7.8公分，棲息在河川岩石底質的底層水域，生活習性不明。

## 扩展阅读
維基物種上的相關：直尾鰭阿波鳅